# Absolute First Album
Absolute First Album är debutalbumet av den sydkoreanska musikgruppen T-ara. Det gavs ut den 27 november 2009 för digital nedladdning innehållande 14 låtar. Den 4 december släpptes albumet även fysiskt. Albumet gavs ut på nytt den 3 mars 2010 med titeln Breaking Heart, innehållande ytterligare två låtar och därmed 16 totalt. Albumet debuterade på andra plats på Gaon Chart den 2 januari 2010, den första veckan som listan någonsin publicerades. Återutgivningen av albumet som Breaking Heart såg albumet återigen nå andra plats på listan den 13 mars samma år.

## Låtlista
| Nr  | Titel                  | Längd |
| --- | ---------------------- | ----- |
| 1.  | One & One              | 2:36  |
| 2.  | Cheoeum Cheoreom       | 4:04  |
| 3.  | Bo Peep Bo Peep        | 3:45  |
| 4.  | Tic Tic Toc            | 3:19  |
| 5.  | Bye Bye                | 3:34  |
| 6.  | Apple is A             | 3:10  |
| 7.  | Falling U              | 3:29  |
| 8.  | Neoneoneo              | 3:40  |
| 9.  | Geojitmal (Dance ver.) | 3:46  |
| 10. | T.T.L (Time to Love)   | 3:38  |
| 11. | Geojitmal (Slow ver.)  | 3:44  |
| 12. | T.T.L Listen 2         | 3:32  |
| 13. | Joheun Saram           | 3:32  |
| 14. | Norabollae?            | 2:53  |
| 15. | Neo Ttaemune Michyeo   | 3:14  |
| 16. | Naega Neomu Apa        | 3:14  |

## Listplaceringar
| Lista    | Topplacering |
| -------- | ------------ |
| Sydkorea | 2            |